# Krugliniec
Krugliniec (dodatkowa nazwa w j. kaszub. Kruglińc; niem. Kruglenz) – osada kaszubska w Polsce na Pojezierzu Kaszubskiem położona w województwie pomorskim, w powiecie kościerskim, w gminie Lipusz na obrzeżach Wdzydzkiego Parku Krajobrazowego nad Wdą. Wchodzi w skład sołectwa Bałachy. Miejscowość znajduje się na turystycznym  Szlaku Kamiennych Kręgów.
W latach 1975–1998 miejscowość administracyjnie należała do województwa gdańskiego.